# 1Q84
«1Q84» — многотомный роман японского писателя Харуки Мураками. В русском издании имеет подзаголовок «Тысяча невестьсот восемьдесят четыре».

## Общая информация
Начало романа было выпущено в продажу в Японии 28 мая 2009 года в двух томах, весь стартовый тираж книги был раскуплен в первый же день продаж. Книга вышла в Японии на первое место по количеству напечатанных экземпляров — 3,23 млн. Год спустя, в мае 2010 года писатель выпустил 3-й том книги, который также мгновенно становится бестселлером — одного миллиона экземпляров роман достиг всего за 12 дней с начала продаж.
«1Q84» («Тысяча невестьсот восемьдесят четыре») — это книга о поиске психологической опоры в мире размытых ориентиров. Книга знакомит читателя с двумя героями: женщиной-инструктором фитнес-клуба Аомамэ и учителем математики Тэнго. Повествование ведётся от третьего лица. Общая фабула строится на темах веры и религии, любви и секса, оружия и домашнего насилия, убийства по убеждениям и суицида, а также потери себя и духовной пропасти между поколениями отцов и детей.
Наиболее ярко в книге раскрывается тема экстремистских религиозных сект. Вопрос, что же именно порождает в сегодняшнем технологичном, «высокообразованном» социуме столь уродливые культы, поднимался Мураками ещё в документальной книге «Подземка», однако на сей раз авторский ответ на него обретает конкретную сюжетную форму.
В повествовании довольно активно использован образ гиляков (офиц. — нивхи) — малой народности российского Дальнего Востока. Для описания их быта и национальных черт автор неоднократно ссылается на книгу «Остров Сахалин» Антона Чехова. Интерес к этому народу зародился у Мураками во время его путешествия на Сахалин в 2003 году.

## Сюжетные параллели
Так же, как в книгах «Кафка на пляже» и «Страна Чудес без тормозов и Конец Света», структура романа состоит из двух отдельных, взаимно переплетающихся историй, которые, в свою очередь, развиваются в двух параллельных реальностях: Токио 1984 года — и Токио «непонятно какого (1Q84)» года. Букву «Q» (англ. Question) вставляет в дату сама героиня, Аомамэ, когда понимает, что её занесло «куда-то не туда».
Мураками уже применял технику «вставной новеллы», или «романа в романе», создавая мозаичный портрет виновников и жертв террористической атаки в токийском метро («Подземка»).

## Главные герои
Ветвь повествования, относящаяся к девушке, содержит описание нисхождения Аомамэ (青豆) в альтернативную реальность, подобную психоделическим вселенным «Трилогии Крысы» и «Кафки на пляже». Наблюдения Аомамэ за тем, как исподволь меняется её жизнь и размываются границы между мирами, часто противоречат всему её опыту, памяти и устоявшимся привычкам.
Второй протагонист книги, университетский преподаватель математики Тэнго́ (天吾), — политически пассивен, не слишком успешен, свободное время проводит в основном за письменным столом. Но сам он затрудняется как-то самоидентифицироваться: «Я не могу назвать себя успешным преподавателем… Да, я пишу романы, но ни один из них так и не увидел свет. Значит, и писателем я тоже ещё не могу считаться…» Литературные амбиции заставляют Тэнго пойти на сомнительный поступок — сделать стилистическую правку текста, а отчасти переписать на свой лад небольшую повесть девушки по имени Фукаэри, представленную для тайного предварительного отбора на соискание престижной премии Акутагавы. Повесть кажется редактору Комацу ужасной со стилистической точки зрения, но он видит в ней, при условии литературной шлифовки, произведение с большими шансами на победу. Тэнго сперва сомневается, вправе ли он столь вольно обходиться с произведением Фукаэри, но вскоре получает от неё разрешение делать с повестью всё, что ему будет угодно.

## Иные персонажи
Комацу (小松) — редактор издательства и литературный патрон Тэнго, уговоривший молодого человека пойти на сомнительный поступок — частично переписать произведение Фукаэри.
Фукаэри (ふかえり) — 17-летняя красавица, автор повести «Воздушный кокон». Представлена как самодостаточная девушка, страдающая от дислексии и имеющая экстрасенсорное восприятие мира.
Исикава (石川県) - Ужасный внешнего вида человек, представляющийся работником крупной фирмы по поддержке талантливых людей. Также наемник "Авангарда". Следил за Тэнго и Аомамэ.

## Переводы на языки мира
- Перевод на сербский язык — Наташа Томич. 2 тома трехтомного романа Х. Мураками «1Q84» появились в продаже в декабре 2010[3].
- Перевод на русский язык — Дмитрий Коваленин. Первые 2 тома появились в продаже в июле 2011 года, 3-й том — в августе 2012 года.
- Перевод на английский язык — Джей Рубин (первый, второй тома), Филип Габриэль (третий том)[4].
- Перевод на украинский язык — Иван Дзюб. Первый том вышел в издательстве «Фолио» 12 ноября 2009 года[5][6], второй том — 17 сентября 2010 года[7][8], третий том — 15 апреля 2011 года[9].
- Перевод на польский язык — Анна Зелиньска-Эллиот.

Существуют также переводы на немецкий (переводчица Урсула Грефе), нидерландский, французский, корейский и другие языки.